# Die Leuchtrakete
Die Leuchtrakete war eine österreichische Monatszeitschrift, die zwischen 1923 und 1934 in Wien erschien. Sie führte den Nebentitel Humoristisch-satirische Monatsschrift und enthielt eine Beilage namens Licht übers Land. Herausgeber waren Anton und Franz Jenschik.